# Coptodera proksi
Coptodera proksi es una especie de escarabajo del género Coptodera, familia Carabidae. Fue descrita científicamente por Jedlicka en 1964.
Habita en Taiwán.